# STS-71
STS-71 — космический полёт МТКК «Атлантис» по программе «Спейс Шаттл».

## Экипаж
- Гибсон, Роберт Ли (5), Командир
- Прекорт, Чарлз Джозеф (2), Пилот
- Бейкер, Эллен Луиза Шулман (3), Специалист миссии
- Данбар, Бонни Джинн (4), Специалист миссии
- Харбо, Грегори Джордан (3), Специалист миссии

Запуск: Мир-19 команда
- Соловьёв, Анатолий Яковлевич (4), 19-я основная экспедиция ОС «Мир» (ЭО-19)
- Бударин, Николай Михайлович (1), ЭО-19

Посадка: Мир-18 команда
- Тагард, Норман Эрл (5), 18-я основная экспедиция ОС «Мир» (ЭО-18)
- Дежуров, Владимир Николаевич (1), ЭО-18
- Стрекалов, Геннадий Михайлович (5), ЭО-18

## Параметры полёта
- Вес:
  - Вес при старте: кг
  - Вес при приземлении: кг
  - Полезная нагрузка: кг
- Перигей: км
- Апогей: км
- Наклонение: °
- Период обращения: мин

### Цель полёта
- Стыковка:
- Расстыковка:
- Продолжительность стыковки: